# Arctic Paper

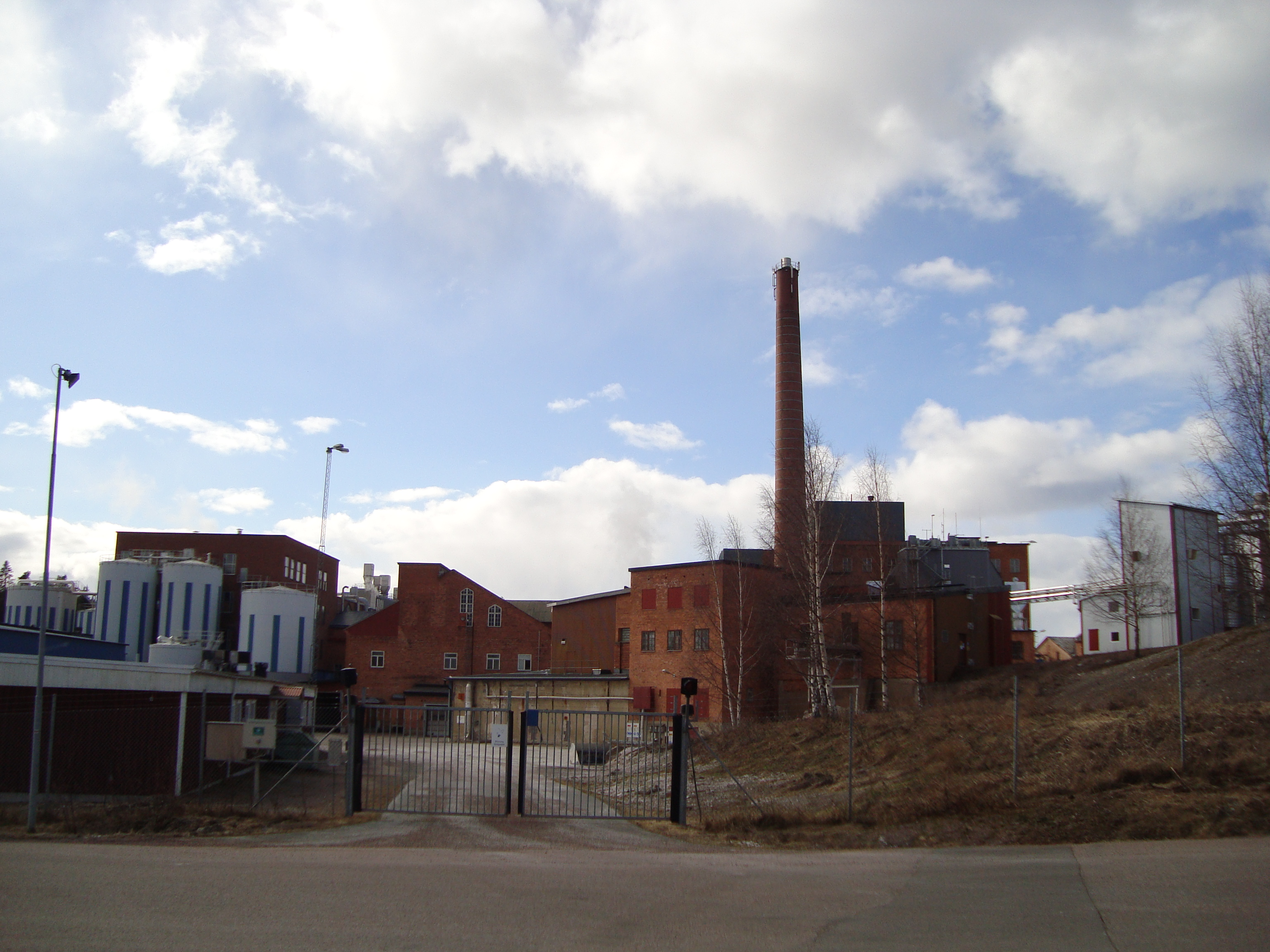
Arctic Paper, eine seiner Papierfabriken, Grycksbo (2010)

Arctic Paper ist ein polnisch-schwedischer Papierhersteller. Das Unternehmen besitzt Zellstoffwerke in Rottneros und Vallvik (jeweils Schweden) sowie Papierfabriken in Munkedal, Grycksbo (beide Schweden) und Küstrin (Polen).
Das Unternehmen ist an der Warschauer Börse notiert und war bis zum 25. März 2025 im polnischen Mittelwerteindex mWIG40 enthalten. Daneben sind die Aktien auch an der Börse Stockholm notiert.
Hauptanteilshalter sind die Nemus Holding AB mit 59,71 % und Thomas Onstad mit 7,68 %.
2015 wurden 671.000 t Papier und 344.000 t Zellstoff produziert.

## Geschichte
Die Geschichte der Firma beginnt im Jahre 1740, als Grycksbo AB gegründet wurde. Im Jahre 1871 wurde Munkedals AB gegründet. Der Reeder Haakon Onstad übernahm die Leitung von Munkedals und formte die heutige Struktur, eine Unternehmensgruppe mit Munkedals als Dachgesellschaft. In den 1960er Jahren wurden Initiativen zum Schutz der Natur und zur Schaffung einer gesünderen Umwelt in den Fabriken umgesetzt, unter anderem durch die Entsorgung alter Papiermaschinen in Munkedal. 1966 wurde die Produktion von Sulfitzellstoff in Munkedal eingestellt. Die Unternehmensgruppe änderte 1983 ihren Namen in Trebruk AB. 1983 bis 1993 wurden Vertriebsbüros in ganz Europa eröffnet, die Produktion wurde mit Fokus auf grafische Papiere gestrafft. 1993 erwarb Tebruk bei der Privatisierung vom polnischen Staat die Papierfabrik Küstrin. 2003 wurde der Firmenname von Tebruk in Arctic Paper AB geändert.
Ende 2008 erwarb Arctic Paper die Papierfabrik im württembergischen Mochenwangen und beschloss die Schließung des Werks im schwedischen Håfreström. 2010 wurde die Papierfabrik im schwedischen Grycksbo übernommen. 2012 übernahm Arctic Paper den Zellstoffhersteller Rottneros AB. Das Werk in Mochenwangen wurde 2015 geschlossen.